# 錦岡站
錦岡站（日语：／ Nishikioka eki */?）是北海道旅客鐵道室蘭本線的一個鐵路車站，位於北海道苫小牧市，車站編號為H21，現時只停靠普通列車，但車站附近全為低密度住宅區、市營團地，亦有如苫小牧駒澤大學等多間學校在車站附近，是一個以通學及通勤為主的車站。名稱來自阿伊努語的「ni-us-tap」（樹多的山頂）或「nis-tap」（有雲的山頂）。

## 車站結構

### 站房

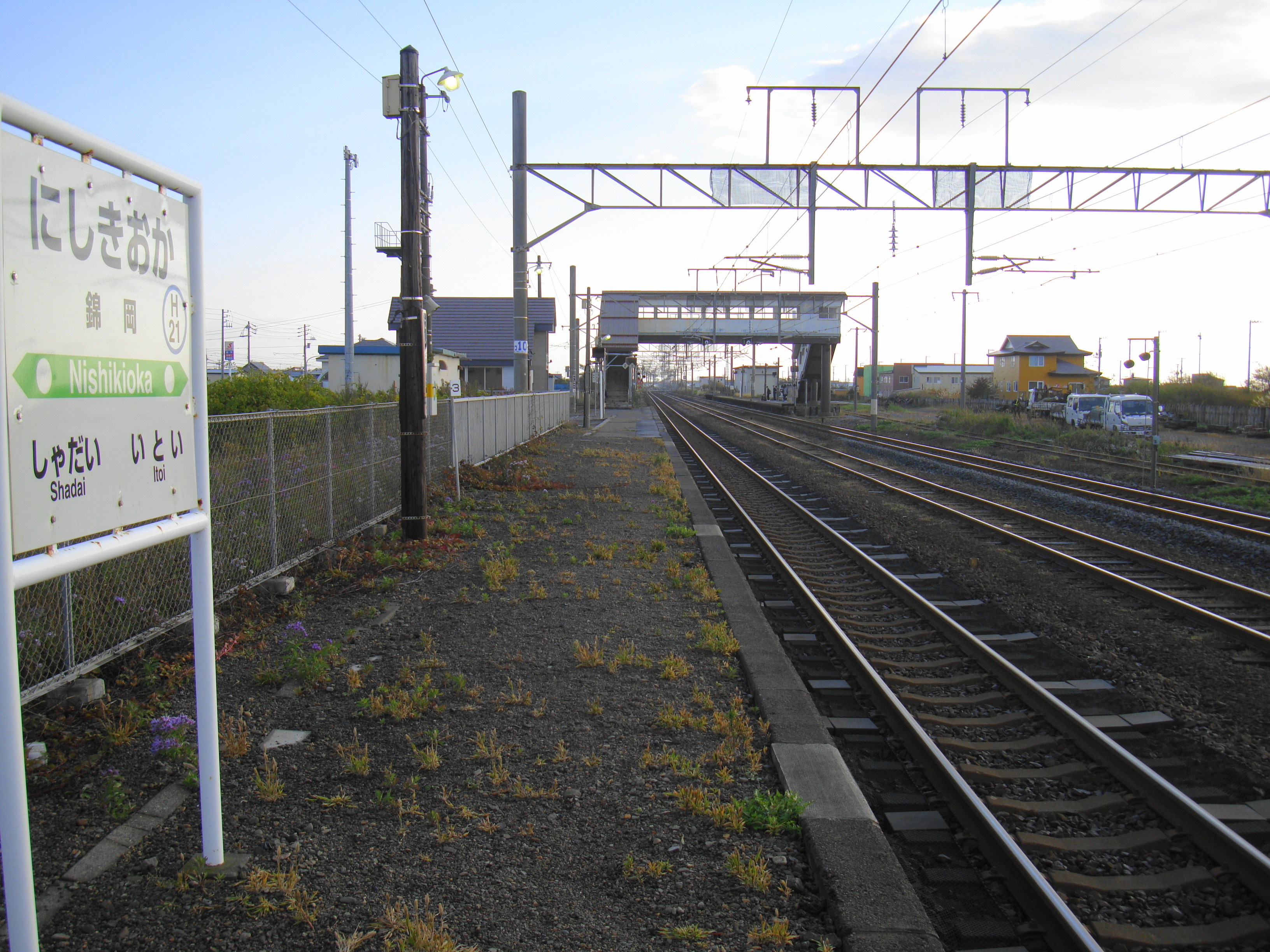
錦岡站1號月台及島式月台。（2011年10月）

設有1座以木建成的單層站房站舍，豎立在混凝土基台上，以便與月台的高度相同，出入站舍只能依靠樓梯，並沒有設置無障礙斜道。現時使用中的站舍為第四代，過往曾於1917年及1952年兩度改建。1994年，第3代站舍被燒毀，3個半月後重新搭建新一代的站舍，但面積卻只及比原來的三分之一。並改採用簡易車站模式。站房內設有候車大堂而不再設有站務室。入口部份採用特高樓底配置，高處配有玻璃窗以營做天井效果，雖然沒有了站務室，但在開放式改札口旁邊裝設了一部簡易式近距離售票機。
站房外左側設有電話亭及洗手間，右側則建有一座以水泥建成的單層儲物室及機器室。

### 月台
設有側式月台2個，採用了千鳥式月台設計，兩邊月台以有蓋行人天橋連接，長度皆為約140公尺。兩個月台中間另設有1條側線讓貨物列車可以停靠避車，而在2號月台外端亦有1條側軌，接駁至月台末端的保線用倉庫。
月台編號的編排亦與一般慣常的郊區車站的不同，靠近站房的月台稱為2號月台，1號月台反而是遠離月台的一方。
| 月台 | 路線       | 方向 | 目的地                 |
| ---- | ---------- | ---- | ---------------------- |
| 1    | ■ 室蘭本線 | 上行 | 萩野、東室蘭、室蘭方向 |
| 2    | ■ 室蘭本線 | 下行 | 苫小牧、札幌方向       |

## 歷史
- 1898年2月1日：北海道炭礦鐵道設立錦多峰站，開業[4]。
- 1906年10月1日：北海道炭礦鐵道國有化，成為鐵道省下的路線。
- 1917年11月：站舍第1次改建[2]
- 1950年9月10日：改稱為「錦岡站」。
- 1952年：第二度改建站舍[2]。
- 1980年5月15日：取消貨物提取。
- 1984年2月1日：手提行李托運取消。
- 1987年4月1日：國鐵分割民營化，車站管理權由JR北海道繼承。
- 1994年：

- 8月16日：第3代站舎燒毀。
- 12月1日：第4代站舍重建完成。

## 相鄰車站
北海道旅客鐵道
■ 室蘭本線
特急「北斗」、「鈴蘭」
通過
普通
社台（H22）－錦岡（H21）－糸井（H20）

## 外部連結
- JR北海道錦岡站官方網頁 （页面存档备份，存于）